# Ischnophylla
Ischnophylla é um gênero de traça pertencente à família Agonoxenidae.